# Анклам
А́нклам (нем. Anklam) — город в Германии, районный центр, ганзейский город, расположен в земле Мекленбург-Передняя Померания. Встречается в источниках под названиями Венденбург, Танглен или Танглим.
Анклам стоит на судоходной реке Пенне и имеет судоверфь, в городе есть железнодорожная станция.
Входит в состав района Восточная Передняя Померания. Население составляет 12930 человек (на 31 декабря 2012 года). Занимает площадь 56,57 км². Официальный код — 13 0 59 002. В 2010 году коммуна Пельзин вошла в состав Анклама.

## История
Первоначально этот город именовался Тахлим. В 1121 году был взят и разрушен польским герцогом Болеславом, в 1281 году опять отстроен, в 1283 году вступил в Ганзейский союз. Во время Тридцатилетней войны в 1627 осаждён императорскими войсками, тремя годами спустя взят шведской армией. В 1637 году была предпринята неудачная попытка штурма императорскими войсками под командованием Клам-Галласа. Во время Северной войны 8 июня 1715 года Анклам был занят саксонцами; в 1762 потерял свои укрепления, а в 1815 году перешел к Пруссии.
В XIX веке здесь находились ландрат, амтсгерихт, таможенное правление, отделение почты и имперского банка, гимназия, высшее городское и высшее женское училища и военная школа. В экономическом отношении Анклам имел обычные для того времени предприятия: две фабрики картона, два чугунолитейных завода, мыловарню, газовый завод, паровую лесопилку и 4 пивоваренных завода.
Жители города занимались мореплаванием и торговлей, преимущественно хлебом и торфом, который добывали в больших торфяниках городского болота.

## Достопримечательности
Архитектура Анклама включает готическую церковь святой Марии (XIII век) и церковь святого Николая. Также интерес представляют городские ворота Штайнтор.